# TJ Štěchovice
TJ Štěchovice (celým názvem „Tělovýchovná jednota Štěchovice“) je fotbalový klub ze středočeského kraje, nacházející se zhruba 20 kilometrů jižně od Prahy reprezentující stejnojmenný městys Štěchovice. Klubové barvy jsou v současné době bílá a červená. Mezi rivaly klubu patří zejména nedaleké Hradištko, které dělí od Štěchovic most přes řeku Vltavu. Svou bohatou kariéru fotbalisty zde odstartoval Josef Pešice. V nedávné době v klubu působili Luděk Klusáček, Pavel Řehák či Radek Sňozík či Štěpán Kučera s Ladislavem Volešákem. V květnu 2020 byl tým sloučen pod hlavičku Povltavské fotbalové akademie. a nadále působí v okresním přeboru Prahy západ.

## Historie

### Začátky
Poprvé se ve Štěchovicích začalo kopat do balonu v roce 1924, k oficiálnímu vzniku tamního fotbalového klubu došlo o dva roky později v roce 1926. Zpočátku však hráči nastupovali pouze k přátelským zápasům a poprvé do mistrovské soutěže zasáhli v roce 1935.

### Období po 2. světové válce
Po skončení druhé světové válka se klub dočkal rozmachu, když se mu podařilo postoupit do I. B třídy. V této době zároveň došlo k jednomu významnému okamžiku, zápasu proti SK Meteor VII., který se odehrál jako předzápas na hřišti Sparty před slušnou kulisou téměř čtyřiceti tisíc diváků, kteří v závěru sledovali velkolepý obrat Štěchovic.

### Období po rozsáhlé reorganizaci soutěží
Po reorganizaci soutěží si klub zahrál krajské soutěže. Nicméně v roce 1995 klub zabředl do výsledkové krize a postupně se propadl do okresních soutěží. Celé období zakončily historické povodně v roce 2002, které městys Štěchovice ponořily pod vodu a klub přišel o vše, od hřiště, tribuny, zázemí, po kroniky a historické předměty.

### Období po roce 2002
S pomocí místních podnikatelů se klubu podařilo vše vybudovat od nuly a už po roce se vrátil do svého nového areálu a od roku 2008 se začal nadechovat k přepsání historie. Během několika sezon, při kterých se vždy slavil postup, dotáhl trenér Zdeněk Vrána klub do divize. Ve čtvrté nejvyšší soutěži se klub zdržel dvě sezony, než v roce 2013 postoupil z druhého místa do ČFL.

### Éra Jiřího Hrušky
Od sezony 2013/14 tedy klub začal hrát třetí nejvyšší soutěž, do které vstoupil už pod vedení trenéra Jiřího Hrušky. Trenérovi, který si před tím připsal úspěchy s Vyšehradem, se podařilo kádr stabilizovat a dvakrát obsadit konečné 10. místo. Trenér Jiří Hruška s klubem začal i třetí sezonu, ale v té přišel jeho konec, když na svou pozici po vzájemné dohodě rezignoval na konci roku 2015.

### Éra Zbyňka Busty
Vedení klubu se podařilo na volnou pozici získat známého trenéra Zbyňka Bustu, který se měl ujmout trénování v tandemu s asistentem Tomášem Řepkou, který však do klubu nakonec z osobních důvodů nepřišel. Rozjetou sezonu pak trenér Zbyněk Busta dokončil na 12. místě. Hned v další sezoně, v ročníku 2016/17 se klubu podařilo vylepšit historicky nejlepší umístění o dvě příčky, když obsadil 8. místo. Zlepšení následovalo v další sezoně, klub atakoval nejlepší příčky, ale nakonec obsadil 7. místo, které nicméně znamenalo další přepsání historie. V sezoně 2018/19 dovedl Štěchovice ke konečnému 13. místu a po skončení sezony byl nahrazen staronovým trenérem  Jiřím Hruškou.

## Umístění A-mužstva v jednotlivých sezonách
| Česko (2009 – současnost) |                                       |           |
| Sezóna                    | Liga                                  | Pozice    |
| 2008/09                   | I. B třída Středočeského kraje - sk.E | 1. místo  |
| 2009/10                   | I. A třída Středočeského kraje - sk.A | 2. místo  |
| 2010/11                   | Přebor Středočeského kraje            | 2. místo  |
| 2011/12                   | Divize A                              | 8. místo  |
| 2012/13                   | Divize A                              | 2. místo  |
| 2013/14                   | Česká fotbalová liga                  | 10. místo |
| 2014/15                   | Česká fotbalová liga                  | 10. místo |
| 2015/16                   | Česká fotbalová liga                  | 12. místo |
| 2016/17                   | Česká fotbalová liga                  | 8. místo  |
| 2017/18                   | Česká fotbalová liga                  | 7. místo  |
| 2018/19                   | Česká fotbalová liga                  | 13. místo |
| 2019/20                   | Česká fotbalová liga                  | 11. místo |